# Hypenetes fulvicornis
Hypenetes fulvicornis är en tvåvingeart som beskrevs av Macquart 1846. Hypenetes fulvicornis ingår i släktet Hypenetes och familjen rovflugor. Inga underarter finns listade i Catalogue of Life.